# قیف‌دندانان پیچیده
قیف‌دندانان پیچیده (انگلیسی: Prioniodontida) کلادی بزرگ از قیف‌دندانان (conodonts) هستند که شامل دو درجه اصلی فرگشتی می‌شود: Prioniodinina و Ozarkodinina